# Machraa Ben Abbou
Machraa Ben Abbou  (in arabo مشرع بن عبو‎?) è un centro abitato e comune rurale del Marocco situato nella provincia di Settat, regione di Casablanca-Settat. Conta una popolazione di 9 355 abitanti (censimento 2014).